# Mike Dierickx
Mike Dierickx (Amberes, Bélgica; 20 de febrero de 1973), más conocido como M.I.K.E. Push o simplemente Push, es un disc-jockey y productor belga de música trance.

## Biografía
Nacido el 20 de febrero de 1973 en Amberes. Dierickx cita al grupo británico Depeche Mode como principal influencia al ver una actuación a los 11 años. Alcanzó la fama internacional en 1998 con el sencillo «Universal Nation» bajo el seudónimo Push. Logró varias posiciones en listas musicales y se convirtió en un éxito de la música trance, junto con «Strange World» en la lista Trance Top 1000 en el año 2010.
A esto se sumarán otros éxitos, incluidos «Strange World» y «The Legacy». En 1999 creó su propio sello discográfico, Scanner Records. Dos años después cambió su nombre de nacimiento, Dirk Dierickx, por Mike Dierickx. En 2004, fundó una nueva compañía discográfica, Club Elite Recordings, con la colaboración de Armada Music.
A lo largo de su carrera, ha lanzado varios álbumes de estudio, bajo varios seudónimos: Push, M.I.K.E, Plastic Boy y Solar Factor. Esto se debe a sus numerosas colaboraciones con otros disc-jockeys y artistas que le han llevado a cambiar varias veces su apodo.

## Discografía
- Fuente: Discogs.[6]

### Como Push

#### Álbumes de estudio
- 2000: From Beyond
- 2002: Strange World Japan Edition
- 2004: Electric Eclipse
- 2009: Global Age
- 2018: Together We Rule The World
- 2020: From Beyond Album Sampler E.P.
- 2020: Neon Life

#### Sencillos
| Año  | Sencillo                         | Lista | Álbum            |
| Año  | Sencillo                         | UK    | Álbum            |
| ---- | -------------------------------- | ----- | ---------------- |
| 1994 | «Acid Hysteria»                  | —     | —                |
| 1995 | «Da Story»                       | —     | —                |
| 1995 | «Blast Traxx»                    | —     | —                |
| 1998 | «The Real Anthem»                | —     | —                |
| 1998 | «Universal Nation»               | 36    | From Beyond      |
| 1999 | «Cosmonautica»                   | —     | From Beyond      |
| 1999 | «Till We Meet Again»             | 46    | From Beyond      |
| 1999 | «Universal Nation '99»           | 35    | —                |
| 2000 | «Electro Fever»                  | —     | From Beyond      |
| 2000 | «Strange World»                  | 21    | Strange World    |
| 2001 | «Please Save Me» (vs. Sunscreem) | 36    | —                |
| 2001 | «The Legacy»                     | 22    | From Beyond      |
| 2002 | «Tranzy State of Mind»           | 31    | From Beyond      |
| 2002 | «Strange World» (2002 remake)    | —     | —                |
| 2002 | «Universal Nation 2002»          | —     | —                |
| 2002 | «Dreams from Above» (vs Globe)   | —     | —                |
| 2002 | «Strange World/The Legacy»       | 55    | —                |
| 2003 | «Universal Nation 2003»          | 54    | Electric Eclipse |
| 2003 | «Tranceformation» (vs Globe)     | 92    | Electric Eclipse |
| 2003 | «Journey of Life»                | 86    | Electric Eclipse |
| 2004 | «Blue Midnight»                  | —     | Electric Eclipse |
| 2004 | «Electric Eclipse»               | —     | Electric Eclipse |
| 2004 | «R.E.S.P.E.C.T.»                 | —     | Electric Eclipse |

### Como Plastic Boy

#### Álbumes de estudio
- 2005: It's A Plastic World
- 2011: Plastic Infusion

#### Sencillos
- 1998: «Twixt»
- 1998: «Life Isn't Easy»
- 1999: «Angel Dust»
- 2000: «Can You Feel It»
- 2001: «Silver Bath»
- 2003: «Live Another Life»
- 2004: «Twixt 2004»
- 2005: «From Here to Nowhere»
- 2008: «Rise Up» / «A New Life»
- 2010: «Chocolate Infusion» / «Exposed»
- 2010: «Aquarius» / «Journey of a Man» / «We're Back To Stay»
- 2011: «RED E.P»
- 2016: «Now & Forever»

### Como M.I.K.E. / M.I.K.E. Push

#### Álbumes de estudio
- 2005: Armada Presents: Antwerp '05
- 2006: The Perfect Blend
- 2007: Moving On In Life
- 2013: World Citizen

#### Sencillos
- 1999: «Futurism»
- 2000: «Sunrise at Palamos»
- 2001: «The Running Night»
- 2002: «Ice Cream» (vs. John '00' Fleming)
- 2003: «Turn Out The lights»
- 2004: «Totally Fascinated»
- 2004: «Pound» (vs. Armin van Buuren)
- 2004: «Intruder» (vs. Armin van Buuren)
- 2004: «Dame Blanche» (vs. John '00' Fleming)
- 2005: «Massive Motion»
- 2005: «Fuego Caliente»
- 2006: «Voices From The Inside»
- 2006: «Salvation»
- 2006: «Strange World 2006»
- 2006: «Into The Danger» (con Andrew Bennet)
- 2007: «Changes 'R Good»
- 2008: «Nu Senstation»
- 2008: «A Better World» (con Andrew Bennet)
- 2010: «Art of love»
- 2011: «Back in Time»
- 2012: «Coleurs Du Soleil» (con Maor Levi)
- 2013: «Elements Of Nature» (vs. Rank 1)
- 2013: «Canvas»
- 2014: «Astrolab»
- 2015: «Zenith» (vs. Rank 1)
- 2016: «Quadrant»
- 2016: «Chiffon»
- 2016" «Pretention»
- 2016: «Circa»
- 2016: «Estivate»
- 2016: «Night Shades»
- 2017: «Sonorous»
- 2018: «Freysa» (como Cosmo Kid)
- 2019: «Somewhere Out There» (como Cosmo Kid)

### Como Solar Factor
- 2001: «Deep Sonar»
- 2002: «No Return»
- 2002: «Urban Shakedown»
- 2004: «Fashion Slam»
- 2005: «Global Getaways»
- 2005: «The Rising Sun»

### Como Project M.C.
- 2010: «Kontrol» / «Crossing The Sun»

### Como Retro Active
- 2020: «Here Once Again» (vs. DJ Ghost)

### Remixes
- Art Of Trance: «Madagascar» (Push Remix)
- Cygnus X: «The Orange Theme» (Push Remix)
- Mauro Picotto: «Back To Cali» (Push Remix)
- Moby: «In This World» (Push Vocal Mix)
- Rio Klein: «Fearless» (Push Remix)
- Sinéad O'Connor: «Troy - Phoenix From The Flame» (Push Remix)
- Sunscreem: «Exodus» (Push Remix)
- The Space Brothers: «Everywhere I Go» (Push Trancendental Remix)
- Yves DeRuyter: «Music Non Stop» (Push Remix)
- Robert Gitelman: «Things 2 Say» (M.I.K.E. Remix)
- The Gift: «Love Angel» (M.I.K.E. Remix)
- Armin van Buuren: «In And Out Of Love» (Push Trancedental Remix)
- Arnej: «They Always Come Back» (M.I.K.E. Remix)
- Ramirez vs. Nebula: «Hablando» (Push Remix)
- Ayumi Hamasaki: «Boys & Girls» (Push Remix)
- Ayumi Hamasaki: «Carols» (Push Remix)
- Psy'Aviah: «Ok» (M.I.K.E. Remix)
- Lange: «Kilimanjaro» (M.I.K.E. Remix)
- Bloodhound Gang: «Clean Up In Aisle Sexy» (M.I.K.E. Push Remix)
- Dimitri Vegas & Like Mike vs. Diplo ft. Deb's Daughter: «Hey Baby» (M.I.K.E Push Remix)

### Citas
1. 1 2  «Biography». Dance Vibes (en inglés). Consultado el 9 de enero de 2021.
2. ↑  «Biography». M.I.K.E. (en inglés). Archivado desde el original el 24 de octubre de 2011. Consultado el 9 de enero de 2021.
3. ↑  «TRANCE TOP 1000 - 2010». Trance Top 1000 (en inglés). Archivado desde el original el 7 de diciembre de 2011. Consultado el 9 de enero de 2021.
4. ↑  «Club Elite». Armada Music (en inglés). Archivado desde el original el 13 de noviembre de 2011. Consultado el 9 de enero de 2021.
5. ↑  «Artist of the Week: M.I.K.E.». Armada Music (en inglés). 11 de septiembre de 2008. Archivado desde el original el 15 de abril de 2012. Consultado el 9 de enero de 2021.
6. ↑  «M.I.K.E. Push | Discografía | Discogs». Discogs. Consultado el 9 de enero de 2021.
7. ↑  Roberts, David (2006). British Hit Singles & Albums (en inglés). Guinness World Records Limited. ISBN 1-904994-10-5.